# Convention Boumhounan
La Convention Boumhounan est un traité signé entre le gouvernement du Québec, Hydro-Québec et le Grand Conseil des Cris en 2002 dans le cadre de la Paix des Braves. Elle repose sur la création d’un processus de mise en œuvre et de participation à part entière des Cris à l’étude environnementale devant mener à la réalisation du projet de centrales de l’Eastmain-1-A–Sarcelle–Rupert. 